# Donald Erb
Donald James Erb (ur. 17 stycznia 1927 w Youngstown w stanie Ohio, zm. 12 sierpnia 2008 w Cleveland Heights) – amerykański kompozytor.

## Życiorys
Uczęszczając do szkoły średniej grał na trąbce w zespole tanecznym. Podczas II wojny światowej służył w US Navy. Po jej zakończeniu pracował zawodowo jako trębacz jazzowy, a w latach 1947–1950 studiował u Harolda Milesa i Kennetha Gaburo na Kent State University, w 1950 roku uzyskując stopień Bachelor of Arts. Następnie od 1950 do 1953 roku był uczniem Marcela Dicka w Cleveland Institute of Music, gdzie w 1953 roku uzyskał stopień Master of Arts. W 1952 roku przez krótki czas był uczniem Nadii Boulanger w Paryżu, jednak z powodu jej niechęci do serializmu przerwał naukę. W latach 1953–1961 był wykładowcą Cleveland Insitute of Music. W 1961 roku podjął pracę na Indiana University, gdzie był współpracownikiem Bernharda Heidena i w 1964 roku uzyskał stopień doktora. W kolejnych latach wykładał na Bowling Green State University (1964–1965) i Case Institute of Technology (1965–1967). Od 1966 do 1981 roku był kompozytorem rezydentem w Cleveland Institute of Music. W latach 1981–1984 wykładał na Southern Methodist University. Od 1982 do 1984 roku pełnił funkcję prezesa American Music Center. W latach 1984–1987 wykładał na Indiana University. Od 1987 do 1996 roku ponownie był wykładowcą Cleveland Institute of Music. W latach 1988–1990 był kompozytorem rezydentem St. Louis Symphony Orchestra.
Był stypendystą Fundacji Pamięci Johna Simona Guggenheima (1965). W 1966 roku otrzymał Cleveland Arts Prize.
Był nauczycielem Margaret Brouwer, Cindy Cox, Nickitasa Demosa, Houstona Dunleavy, Davida Feldera, Josepha Hallmana, Johna Hilliarda, Christophera Hopkinsa, Leonarda Lehrmana, Johna Mackeya, Williama Neila, Eugena O'Briena, Grega Onofrio, Nikolai Resanovica, Jeffreya Ryana, Jeroda Tate’a.

## Twórczość
Był znaczącą postacią awangardowej sceny muzycznej lat 60. i 70. XX wieku. W swojej twórczości łączył różnorodne style i techniki, od elementów neoklasycznych po totalny serializm. Czerpał także z jazzu. W wielu kompozycjach łączył tradycyjne instrumentarium z muzyką elektroniczną, wykorzystując syntezatory, muzykę z taśmy i live electronics. Jego kompozycja Reconnaissance z 1967 jest jednym z pierwszych utworów kameralnych na syntezatory i instrumenty akustyczne. W celu uzyskania nowych efektów brzmieniowych wykorzystywał nietypowe źródła dźwięku, np. naczynia wypełnione wodą i dzwonki telefoniczne. Swoje utwory napisane przed 1958 rokiem zniszczył.

## Wybrane kompozycje
(na podstawie materiałów źródłowych)

### Utwory orkiestrowe
- Koncert kameralny na fortepian i smyczki (1958)
- Symphony of Overtures (1964)
- Koncert na perkusję solo i orkiestrę (1966)
- Christmasmusic (1967)
- The 7th Trumpet (1969)
- Klangfarbenfunk I na orkiestrę, zespół rockowy i dźwięki elektroniczne (1970)
- Autumnmusic na orkiestrę i dźwięki elektroniczne (1973)
- Treasures of Snow (1973)
- Music for a Festive Occasion na orkiestrę i dźwięki elektroniczne (1975)
- Koncert wiolonczelowy (1975)
- Koncert na puzon i orkiestrę (1976)
- Koncert na instrumenty klawiszowe i orkiestrę (1978)
- Koncert na trąbkę i orkiestrę (1980)
- Sonneries (1981)
- Prismatic Variations (1983)
- Koncert na kontrabas i orkiestrę (1984)
- Koncert na klarnet i orkiestrę (1984)
- Koncert na orkiestrę (1985)
- Koncert na instrumenty dęte blaszane i orkiestrę (1986)
- Solstice na orkiestrę kameralną (1988)
- Symfonia na instrumenty dęte (1989)
- Ritual Observances (1991)
- Koncert skrzypcowy (1992)
- Evensong (1993)

### Utwory kameralne
- 3 kwartety smyczkowe (I 1960, II 1989, III 1995)
- Kwartet na flet, obój, saksofon altowy i kontrabas (1961)
- Sonata na klawesyn i kwartet smyczkowy (1961)
- Dance Pieces na skrzypce, fortepian, trąbkę i perkusję (1963)
- Hexagon na flet, saksofon altowy, trąbkę, puzon, wiolonczelę i fortepian (1963)
- Antipodes na kwartet smyczkowy i kwartet perkusyjny (1963)
- Phantasma na flet, obój, kontrabas i klawesyn (1965)
- Diversion 2 (other than sex) na trąbkę i perkusję (1966)
- Andante na flet piccolo, flet i flet altowy (1966)
- Trio na skrzypce, gitarę elektryczną i wiolonczelę (1966)
- Reconnaissance na skrzypce, kontrabas, fortepian, perkusję i 2 elektryczne źródła dźwięku (1967)
- Trio for 2 na flet altowy lub perkusję i kontrabas (1968)
- Harold’s Trip na altówkę, fortepian i perkusję (1972)
- Kwintet na skrzypce, wiolonczelę, flet, klarnet i fortepian (1976)
- Trio na skrzypce, perkusję i fortepian (1977)
- Sonata na klarnet i perkusję (1980)
- 3 Pieces na harfę i perkusję (1981)
- Déjà vu na kontrabas (1981)
- The St. Valentine’s Day Brass Quintet (1981)
- Aura na kwintet smyczkowy (1981)
- The Last Quintet na instrumenty dęte drewniane (1982)
- The Devil’s Quickstep na flet, klarnet, skrzypce, wiolonczelę, perkusję, instrumenty klawiszowe i harfę (1982)
- Fantasy for Cellist and Friends (1982)
- Adieu na klarnet basowy i 2 perkusistów (1984)
- The Rainbow Snake na puzon, 2 perkusje, instrumenty klawiszowe i taśmę (1985)
- Views of Space and Time na skrzypce, instrumenty klawiszowe, harfę, 2 perkusje z amplifikacją (1987)
- A Book of Fanfares na kwintet dęty blaszany (1987)
- The Watchman Fantasy na fortepian amplifikowany z opóźnieniem cyfrowym, skrzypce i syntezator (1988)
- Woody na klarnet (1988)
- 4 Timbre Pieces na wiolonczelę i kontrabas (1989)
- 5 Red Hot Duets na 2 kontrabasy (1989)
- Celebration Fanfare na 13 instrumentów (1990)
- Drawing Dawn the Moon na flet piccolo i perkusję (1991)
- Illwarra Music na fagot i fortepian (1992)
- Sonata na skrzypce solo (1994)
- Remembrances na 2 trąbki (1994)
- Changes na klarnet i fortepian (1994)
- Sonata na harfę (1995)
- Sunlit Peaks and Dark Valleys na skrzypce, klarnet i fortepian (1995)
- Dance, You Monster, to My Soft Song na trąbkę (1998)
- Three Pieces na kontrabas solo (1999)
- Three Pieces for Enterprising Young Flutist (2000)

### Utwory wokalno-instrumentalne
- Cummings Cycle na chór i orkiestrę (1963)
- Fallout? na narratora, chór, kwartet smyczkowy i fortepian (1964)
- Kyrie na chór i taśmę (1967)
- God Love You Now na chór, perkusję ręczną i harmonijki ustne (1971)
- New England’s Prospect na chór, narratora i orkiestrę (1974)

### Muzyka elektroniczna
- Reticulation na zespół symfoniczny i taśmę elektroniczną (1965)
- Stargazing na zespół i taśmę elektroniczną (1966)
- Fission na taśmę elektroniczną, saksofon sopranowy, fortepian, tancerzy i światła (1968)
- In No Strange Land na taśmę, puzon i kontrabas (1968)
- Basspiece na kontrabas i kontrabas z taśmy (1969)
- Souvenir na taśmę, instrumenty, światła i inne (1970)
- Z miłości do Warszawy na fortepian, klarnet, wiolonczelę, puzon i dźwięki elektroniczne (1971)
- The Purple-roofed Ethical Suicide Parlor na zespół dęty i dźwięki elektroniczne (1972)
- The Tower of Silence na kwintet elektroniczny (1974)
- Suddenly It’s Evening na wiolonczelę elektryczną (1998)